# Wulanhudong
Wulanhudong (kinesiska: 乌兰忽洞, 乌兰忽洞乡) är en socken i Kina. Den ligger i den autonoma regionen Inre Mongoliet, i den norra delen av landet, omkring 130 kilometer nordväst om regionhuvudstaden Hohhot.
Genomsnittlig årsnederbörd är 451 millimeter. Den regnigaste månaden är juli, med i genomsnitt 110 mm nederbörd, och den torraste är januari, med 2 mm nederbörd.